# Алексеј Риков
Алексеј Риков (Саратов, 25. фебруар 1881 – Москва, 15. март 1938) је био председник владе Совјетског Савеза од 2. фебруара 1924. године када је на том месту наследио Лењина па до 19. децембра 1930. године када га је сменио Стаљин. Након смене с премијерске позиције Риков је вршио министарске дужности до почетка Велике чистке када је 26. септембра 1936. године био смењен. Заједно с Бухарином, Генрихом Јагодом и другима Алексеј је био 13. марта 1938. године осуђен на смрт и два дана касније погубљен.

## Биографија
Рођен је 1881. године у Саратову. Био је члан Руске социјал-демократске радничке партије од њеног стварања. Сељачки син, по свршетку права у Казању, сав се посвећује партијском илегалном раду, излажући се прогонима и осудама. Био је члан Централног комитета Бољшевичке партије још од њеног стварања.
После Октобарске револуције заузимао је највеће положаје у совјетској државној администрацији: Председник Економског совјета, потпредседник Совјета рада и Одбране, члан Централног комитета и Политбироа, потпредседник Совјета народних комесара, а по смрти Лењина дошао је на положај председника владе.
Пошто се 1930. прикључио се опозицији и водио енергичну борбу за демократију у партији, а против личне диктатуре Стаљина и његове клике, суспендовао га је и поставио на његово место Молотова. Када се „покајао“, Стаљин га је поставио за комесара пошта и телеграфа, на којем је положају и затворен. Осуђен је, као опозиционар у процесу са Јагодом и стрељан са још 15 „шпијуна“ као „издајник“.
Рехабилитован је одлуком владе СССР—а 1988. године, током перестројке.